# 冬の河童
『冬の河童』（ふゆのかっぱ）は、1995年に製作された日本の映画作品。監督は風間志織。114分、カラー。95年ロッテルダム国際映画祭で第１回タイガー・アワードを受賞した。

## あらすじ
古い一軒家に住む異母兄弟、一太郎、タケシ、ツグオ。家を売却することが決まり、引っ越しの手伝いに従姉妹のサケ子がやってきた。それぞれの心が波立ち、揺れ始める。

## スタッフ
- 美術監督：木村威夫
- 美術：竹内公一
- 録音：鈴木昭彦
- 照明：松本憲人

## キャスト
- 伊藤亜希子：サケ子
- 趙方豪：一太郎
- 和久田理人：タケシ
- 田辺誠一：ツグオ
- 久野真紀子：玉子
- 小出由華
- 辺見俊輔
- 芹川砂織
- 浅野あかね